# Cryptocarya angica
Cryptocarya angica är en lagerväxtart som beskrevs av Kanehira & Hatusima. Cryptocarya angica ingår i släktet Cryptocarya och familjen lagerväxter. Inga underarter finns listade i Catalogue of Life.